# Hepatica tarmanni
Hepatica tarmanni là một loài bướm đêm trong họ Noctuidae.